# Valentina Bettarini
Valentina Bettarini (Bolzano, 29 giugno 1990) è un'ex hockeista su ghiaccio italiana che giocava come difensore.

## Carriera

### Club
A livello giovanile Valentina Bettarini si è formata con la maglia della compagine maschile dell'Hockey Club Bolzano, fino all'Under-16, dove ha esordito appena quattordicenne.
Nel 2004-2005 ha fatto il suo esordio nel massimo campionato femminile con la maglia delle Eagles Bolzano, con le quali ha vinto due scudetti in due stagioni.
Nell'estate del 2006 dopo le Olimpiadi di Torino si trasferì nel campionato tedesco, con l'SC Riessersee in cui giocava la compagna di nazionale Sabina Florian. Rimase a Garmisch-Partenkirchen per due stagioni, entrambe chiuse al terzo posto, prima di passare ad un'altra squadra bavarese, l'ESC Planegg-Würmtal.
Con il Planegg chiuse il campionato 2008-2009 al secondo posto, e disputò la Coppa dei campioni al primo turno con la maglia dell'HC Agordo, ed al secondo con il Planegg.
Nel 2009 è passata al Vienna Sabres, dov'è rimasta fino al 2016 quando ha fatto ritorno a Bolzano, nelle file dell'EV Bozen Eagles. Negli anni a Vienna si è aggiudicata tutti e sette i titoli nazionali, quattro edizioni dell'EWHL e due della EWHL Super Cup.
Nel 2022 ha lasciato le Eagles, trasferendosi negli Stati Uniti e lasciando l'hockey giocato (perlomeno a livello di club, dato che ha poi giocato ancora una edizione del mondiale in maglia azzurra da tesserata della compagine altoatesina).

### Nazionale
Ha esordito con la maglia dell'Italia giovanissima, prendendo parte già al mondiale del 2005.
Alle olimpiadi invernali di Torino 2006, coi suoi 15 anni e 228 giorni è stata la più giovane atleta della spedizione azzurra e la più giovane atleta dell'hockey su ghiaccio.
Della nazionale è diventata capitano alternativo, fino a che screzi con il selezionatore Marco Liberatore portarono all'esclusione della Bettarini dal giro azzurro nel 2016.
È tornata a disputare una competizione ufficiale in maglia azzurra durante il torneo di pre-qualificazione e le successive qualificazioni a Pechino 2022.
L'ultimo mondiale da lei disputato è stato quello del 2023.

## Palmarès
- Campionato italiano femminile: 6

Eagles Bolzano: 2004-2005, 2005-2006
EV Bozen Eagles: 2016-2017, 2017-2018, 2020-2021, 2021-2022
- Österreichische Staatsmeisterschaft: 7

Vienna Sabres: 2009-2010, 2010-2011, 2011-2012, 2012-2013, 2013-2014, 2014-2015, 2015-2016
- EWHL: 5

Vienna Sabres: 2010-2011, 2011-2012, 2014-2015, 2015-2016
EV Bozen Eagles: 2016-2017
- EWHL Super Cup: 2

Vienna Sabres: 2014-2015, 2015-2016